# Hypnum aemulans
Hypnum aemulans är en bladmossart som beskrevs av Breidler in Limpricht 1899. Hypnum aemulans ingår i släktet flätmossor, och familjen Hypnaceae. Inga underarter finns listade i Catalogue of Life.